# Begane grond

Begane grond zoals aangegeven, rechts de nummering die afwijkt tussen Engeland (Nederland) en de VS

De begane grond (BG), benedenverdieping, parterre (vooral gebruikelijk in Nederland) of gelijkvloers (algemeen Belgisch-Nederlands) is een bouwlaag van een gebouw die ter hoogte van het maaiveld ligt.
Van een woonhuis is dit meestal de bouwlaag waarop zich de entree/hal, toilet, woonkamer, keuken en berging/bijkeuken met toegang bevinden. Eronder kan zich een kruipruimte, souterrain of kelder bevinden, erboven de verdieping(en). De begane grond kan meestal zonder trap, ladder of iets dergelijks worden betreden. Hooguit wordt het niveau ervan bereikt via een stoep, in de betekenis van een geplaveide verhoging, van een of enkele treden.
In liften wordt de begane grond vaak met BG of 0 aangeduid.

## Afwijkende benamingen
In sommige landen, waaronder Nederland en België, begint men met het nummeren van de woonlagen boven de begane grond. De woonlaag op de begane grond of straatniveau is 0. De woonlaag boven die op de begane grond is dan de eerste verdieping. Er zijn ook landen, waaronder Canada en de Verenigde Staten, waar men met "eerste verdieping" de woonlaag op de begane grond of het straatniveau aanduidt. Wat dus in Nederland de eerste verdieping is, wordt in Canada de tweede verdieping genoemd.
Het is niet ongebruikelijk dat een gebouw op geaccidenteerd terrein staat waardoor het twee (of meer) ingangen heeft op verschillende woonlagen. Het is dan niet altijd duidelijk of die woonlagen benoemd moeten worden als 'kelder' en 'begane grond' of als 'begane grond' en 'eerste verdieping'.